# Krvavé noci
Krvavé noci je vžitý název pro velkou sérii poprav vykonaných mezi 7. a 9. zářím 1943 v Berlínské věznici Plötzensee, jejíž obětí se stalo i mnoho Čechů.
Předehrou celé události bylo mohutné bombardování Berlína, ke kterému došlo v noci ze 4. na 5. září 1943 a při kterém byla poškozena i část věznice Plötzensee. Zasažen byl třetí blok a následným požárem byla poškozena i zdejší gilotina. Pěti francouzským vězňům se podařilo uprchnout, byli ale brzy dopadeni. Díky poškozením hrozily další útěky a proto byl vydán rozkaz k urychlenému hromadnému popravování vězňů odsouzených k smrti. K tomu patřilo i razantní zkrácení doby posuzování milostí a to z několika měsíců na několik hodin. To se týkalo asi čtyř stovek vězňů, mezi nimiž vysoké procento zaujímali Češi. Gilotina nebyla k dispozici a tak bylo přistoupeno k popravám oběšením, i když se spíše jednalo o škrcení na oprátkách. Celý proces probíhal ve zmatku, nešla elektřina, vězni nesměli napsat poslední dopis, popravy se děly při svíčkách během nocí mezi 18.30 a 8.30 hodinou. Popravováno bylo vždy osm odsouzených současně v prostorách oddělených černým papírem. Uváděné počty popravených se v různých materiálech liší (294, 330, 360), o život přišlo 140 Čechů.
Nejznámější českou osobností zahynuvší během Krvavých nocí byl Julius Fučík.